# 三ノ輪健太郎
三ノ輪 健太郎（みのわ けんたろう、1987年12月2日 - ）は、埼玉県出身の俳優。ZENエンターテインメント所属。
身長170cm。体重75kg。血液型はO型。

## 人物
子供の頃から芸能界に憧れがあり、オーディションを受け俳優デビュー。デビュー作はDVD『カリスマ入門』（2008年）。
趣味は博物館巡り、芸術鑑賞、漫画、ゲーム、雑学、多肉植物の収集・栽培。特技は記憶力。

## 出演作品

### 映画
- TOKYO!（2008年）
- 空気人形（2009年、アスミック・エース）
- BALLAD 名もなき恋のうた（2009年、東宝） - 足軽
- 踊る大捜査線 THE MOVIE3 ヤツらを解放せよ!（2010年、東宝）
- はやぶさ/HAYABUSA（2011年、20世紀フォックス） - 学生研究者
- 闇金ドッグス - 鯖弘
- STOP（2015年）

### テレビドラマ
- 怨み屋本舗REBOOT（2009年、テレビ東京）
- トミカヒーロー レスキューファイアー（2009年、テレビ愛知）
- 玉川区役所 OF THE DEAD 第9話（2014年、テレビ東京） - 岡さとる 役
- 警視庁捜査一課9係（2015年、テレビ朝日） - 西憲治
- 土曜ワイド劇場 おかしな刑事14（2016年、テレビ朝日） - 西村翔太

### テレビ番組
- 学校へ行こう!MAX「寝顔コンテスト」（TBS）
- ダイナミック通販「聖ナサホ氏の宝玉篇」（TBS） - 被験者 役
- ペケ×ポン（フジテレビ） - フリーター 役
- もしものシミュレーションバラエティー お試しかっ!「ボツメニュー研究所」（テレビ朝日）
- 美の巨人たち（テレビ東京） - 設計士 役
- ファミリーヒストリー「小野武彦編」（NHK）

### CM
- サントリー ボス - 中国人 役
- 代々木ゼミナール - 講師 役
- アフラック生命保険
- 日本コカ・コーラ からだすこやか茶W

### PV
- チャラン・ポ・ランタン フランスかぶれ、美しさと若さ（2014年） - 黒子 役
- ゲスの極み乙女。 ステーションID「MUSIC MOMENT」（2014年） - オタク 役

### DVD
- カリスマ入門（2008年） - カリスマ 役

### VP
- タカラトミー ジョッキアワー
- ソフトバンク アニメ放題サービス紹介「インドア篇」

### Web
- Goomo 「アマフェッショナル私事の流儀」
- au「バレンタイン編」 - 相手男性 役